# Bitwa pod Kamionką Strumiłową (1939)
Bitwa pod Kamionką Strumiłową – starcie zbrojne między jednostkami Wojska Polskiego a siłami Wehrmachtu, jakie miało miejsce 21 września 1939 podczas kampanii wrześniowej. W jego trakcie dowodzona przez płk. Stefana Hankę-Kuleszę improwizowana Grupa „Dubno” natarła na oddziały niemieckiej 4 Dywizji Lekkiej w rejonie miejscowości Kamionka Strumiłowa (współcześnie: Kamionka Bużańska). W wyniku bitwy wojskom grupy udało się zdobyć przeprawy na Bugu, zniszczyć 7 zmotoryzowaną kompanię pionierów i jedną baterię artylerii, wzięły także ok. 150 jeńców. Po bitwie, na skutek zmiany sytuacji na froncie, płk Hanka-Kulesza wydał rozkaz o przebijaniu się na Węgry.